# Gyaluská smlouva
Gyaluská smlouva byla dohoda mezi císařem Svaté říše římské Ferdinandem I. a Isabelou Jagellonskou, vdovou po králi Východního Uherského království Janovi Zápolském, podepsaná v Gyalu (dnešní Gilău v Rumunsku) Gáspárem Serédym, kapitánem Horních Uher, a Jánosem Statileem, biskupem sedmihradským, dne 29. prosince 1541.
Účastníci se pokusili znovu projednat majetkové nároky Jana Zikmunda Zápolského v souvislosti s předchozí Nagyváradskou smlouvou. Podle této smlouvy mělo být Královské Uhersko a Východní Uherské království znovu sjednoceno pod vládou Ferdinanda, pokud by se mu podařilo znovu dobýt Budín.
Nicméně tordský sněm projednal v říjnu 1542 nesouhlas Osmanské říše s touto smlouvou a dne 20. prosince 1542 odmítl podmínky dohody přijmout.
Východní oblasti bývalého středověkého Uherského království, kterým vládl král Jan Zikmund Zápolský, byly známy jako Východní Uherské království až do uzavření Špýrské smlouvy v roce 1570.